# NGC 3544
NGC 3544 (również NGC 3571 lub PGC 34028) – galaktyka spiralna z poprzeczką (SBa), znajdująca się w gwiazdozbiorze Pucharu.
Odkrył ją William Herschel 8 marca 1790 roku. 7 stycznia 1886 roku obserwował ją też Ormond Stone. Przypuszczał, że może to być albo nowo odkryty obiekt, albo obiekt odkryty wcześniej przez Herschela. Pozycja odnotowana przez Stone’a była jednak niedokładna. John Dreyer skatalogował obie te obserwacje – Herschela jako NGC 3571, a Stone’a jako NGC 3544.